# Kurupt
Ricardo Emmanuel Brown (Philadelphia, Pennsylvania, SAD, 23. studenog 1972.) poznatiji kao Kurupt je američki reper i glumac. Kurupt je član hip hop sastava Tha Dogg Pound i poznat je po suradnji s diskografskom kućom Death Row.

## Životopis

### Prvi termin Death Row Recordsa
Ricardo Emmanuel Brown je rođen u Philadelphiji, Pennsylvaniji gdje je živio neko vrijeme. Kasnije se sa svojim ocem preselio u Hawthorne, Kaliforniju. Kurupt je svoj prvi album Kuruption! objavio 1998. godine, koji je sadržavao Istočni i Zapadni hip hop stil. Kurupt je povezan s bandom Rollin' 60's Neighborhood Crips.
Kurupt je za producentsku kuću Death Row Records potpisao u ranim 1990-ima zajedno s Dazom Dillingerom, Snoop Doggom, RBX-om i Lady of Rage. Oni se maksimalno pojavljuju na Dr. Dreovom albumu The Chronic. Kurupt je zajedno s Dazom Dillingerom osnovao hip hop grupu Tha Dogg Pound. Prvo pojavljivanje im je bilo na Snoop Doggovom debitantskom albumu Doggystyle.
Nakon potpisivanja Tupaca za diskografsku kuću Death Row u rujnu 1995. godine, izoštrilo se suparništvo između Death Rowa i Bad Boy Entertainmenta s istočne obale. Suge Knight i Tupac su odlučili da svaki reper iz diskografske kuće Death Row iskazuje nepoštovanje prema reperima s istočne obale. Kurupt i Daz su se pridružili svađi sa singlom "New York, New York" zajedno sa Snoop Doggom. Pjesma je bila protumačena kao nepoštovanje prema New Yorku. Album Tha Dogg Pounda Dogg Food, postao je vrlo uspješan iako nije objavljen od strane Death Rowa.

## Diskografija
Studijski albumi
- Kuruption! (1998.)
- Tha Streetz Iz a Mutha (1999.)
- Space Boogie: Smoke Oddessey (2001.)
- Against tha Grain (2005.)
- Same Day, Different Shit (2006.)
- Streetlights (2010.)

Kompilacije
- Originals (2005.)
- Down and Dirty (2010.)

## Filmografija
- Murder Was the Case (1995.)
- Straight from the Streets (1998.)
- Charlie Hustle: Blueprint of Self-Made Millionaire (1999.)
- 3 the Hard Way (1999.)
- The Up In Smoke Tour (2000.)
- Keepin' It Real (2001.)
- The Wash (2001.)
- Kurupt: G-TV (2002.)
- Half Past Dead (2002.)
- Dark Blue (2002.)
- Fastlane (2003.)
- Hollywood Homicide (2003.)
- Hardware: Uncensored Music Videos - Hip Hop Volume 1 (2003.)
- Tupac: Resurrection (2003.)
- Vegas Vamps (2003.)
- I Accidentally Domed Your Son (2004.)
- Johnson Family Vacation (2004.)
- A Talent for Trouble (2005.)
- Brothers in Arms (2005.)
- Rap Sheet: Hip-Hop and the Cops (2006.)
- Stand By Your Man (2006.)
- Half Past Dead 2 (2007.)
- Vice (2008.)
- Days of Wrath (2008.)
- Loaded (2008.)

## Nagrade i nominacije
| Kategorija                                                                        | Žanr       | Pjesma              | Godina | Rezultat  |
| --------------------------------------------------------------------------------- | ---------- | ------------------- | ------ | --------- |
| Grammy Award for Best Rap Performance By A Duo Or Group (zajedno s Daz Dillinger) | Soundtrack | "What Would You Do" | 1996.  | Nominiran |

## Vanjske poveznice
- Službena stranica  Arhivirana inačica izvorne stranice od 6. rujna 2011. (Wayback Machine)
- Kurupt na Twitteru
- Kurupt na MySpaceu
- Kurupt na Internet Movie Databaseu